# Regiunea Sila
Regiunea Sila este una dintre cele 22 unități administrativ-teritoriale de gradul I ale statului Ciad. Reședința sa este orașul Goz Beïda.